# José Osorio
José Osorio fue político.

## Reseña biográfica
Fue diputado y gobernador de Ciudad Real.
En 1856 fue comandante general de la provincia de Segovia y se encargó interinamente del Gobierno de dicha provincia.
Fue nombrado gobernador civil de la provincia de Zaragoza por R.D. de 29 de noviembre de 1856. El 24 de noviembre de 1857 dimitió de su cargo.
En 1854 fue gobernador de la provincia de Granada.
Del 21 de diciembre de 1856 al 26 de noviembre de 1857 fue presidente de la Diputación Provincial de Zaragoza.
| Predecesor: Francisco de Castro y Villanueva | Presidente de la Diputación Provincial de Zaragoza 21 de diciembre de 1856 - 26 de noviembre de 1857 | Sucesor: Manuel de Cantín |